# تمرد بيت الشباب
كان تمرد بيت الشباب أول تمرد كردي في جمهورية تركيا الحديثة. قاد الثورة خالد بك جبران من قبيلة جبران. كان من القادة البارزين آخرون إحسان نوري الباشا ويوسف ضياء بك. تكمن جذور التمرد في معارضة إلغاء الخلافة العثمانية في 3 مارس 1924، والسياسات التركية القمعية تجاه الهوية الكردية، وحظر استخدام وتعليم اللغات الكردية، وإعادة توطين ملاك الأراضي الأكراد وزعماء القبائل في غرب البلاد. بدأ التمرد في أغسطس 1924، عندما ثارت حامية بيت الشباب ضد الحكومة التركية. لقد فشل التمرد وانتهى بعد وقت قصير من بدايته. تم القبض على يوسف ضياء بك في 10 أكتوبر 1924 واتهم خالد بك جبران، حسبما ورد، بالمشاركة في الثورة. تم القبض على خالد بك جبران في أرضروم في ديسمبر 1924. حوكم كلاهما عسكريًا في بدليس. ومع قمع التمرد، إلا أن انتفاضة كردية أخرى هي ثورة الشيخ سعيد ستبدأ العام المقبل.